# 任光 (作曲家)
任 光（じん こう、Ren Guang、1900年11月9日 - 1941年1月12日）は、中国の作曲家。「任前発」のペンネームも持つ。

## 生涯
浙江省嵊県出身。1919年よりパリに留学し、そこで作曲を学んだ。その結果、彼の作品、とりわけ和声に西洋音楽の影響が見られる。帰国後は百代唱片公司（上海EMI）の音楽部主任として活動し、代表作に管弦楽曲『彩雲追月』、映画『漁光曲』の同名の主題歌がある。また黄貽鈞作曲の『花好月円』のレコーディングをプロデュースした。
日中戦争が勃発すると新四軍に入隊したが、1941年1月の皖南事変で落命した。